# Ай (Минбулацький сільський округ)
Ай (каз. Ай) — село у складі Аягозького району Абайської області Казахстану. Адміністративний центр Минбулацького сільського округу.
Населення — 526 осіб (2021; 758 у 2009, 1011 у 1999, 1500 у 1989).
Національний склад станом на 1989 рік:
- казахи — 100 %